# 高木智
高木 智（たかぎ さとし、1935年6月10日 - 2011年8月6日）は、日本の折り紙作家・研究家。

## 人物・来歴
京都府京都市生まれ。京都大学教育学部卒。日本折紙協会理事。おりがみ作家、おりがみ研究家。竹中宏らと、第三次「京大俳句会」を創設した。

## 著書
- 『おりがみどうぶつえん』日東書院, 1975
- 『おりがみゆうえんち』日東書院, 1975
- 『日本のおりがみ100選』編著. ナツメ社, 1978.1
- 『たのしいおりがみ』 (よいこのおりがみシリーズ)永岡書店, 1978.11
- 『とりのくに』 (よいこのおりがみシリーズ)永岡書店, 1978.11
- 『ままごとあそび』 (よいこのおりがみシリーズ)永岡書店, 1978.11
- 『やさしい折り紙』日本文芸社, 1982.8
- 『おかあさんとあそべる5・6才のおりがみ』高橋書店, 1992.10
- 『おかあさんとあそべる3・4才のおりがみ』高橋書店, 1992.10
- 『おりがみ全書』高橋書店, 1993.2
- 『2度楽しめるおりがみ百科 恐竜やウルトラマンなど子どもたちの人気者、遊べるおりがみを満載!!』日本文芸社, 1994.4
- 『2度遊べるおりがみ事典』日本文芸社, 1999.4
- 『おりがみであそぼ! はじめてでも楽しくおれるよ』日本文芸社, 2001.8
- 『英語でおりがみを楽しむ』日本文芸社, 2003.8
- 『子どもが喜ぶ!かわいい「おりがみ手紙」』編著. PHP研究所, 2008.9

共著
- 『児童文化と保育 こころ豊かな文化を育むために』高橋司編,吉岡剛,高橋良和,岡部秀夫,福尾野歩共著 宮帯出版社, 2008.7